# Molophilus brevispinosus
Molophilus brevispinosus är en tvåvingeart som beskrevs av Alexander 1929. Molophilus brevispinosus ingår i släktet Molophilus och familjen småharkrankar. Inga underarter finns listade i Catalogue of Life.